# Liste der Einträge im National Register of Historic Places im Boone County (Iowa)

Lage des Boone County in Iowa

Die Liste der Einträge im National Register of Historic Places im Boone County in Iowa führt die Bauwerke und historischen Stätten im Boone County auf, die in das National Register of Historic Places aufgenommen wurden.

## Aktuelle Einträge
| [ 2 ] | Name                                  | Bild                                  | Eintragsdatum        | Lage                                                                                         | Ort                | Beschreibung                                                                                |
| ----- | ------------------------------------- | ------------------------------------- | -------------------- | -------------------------------------------------------------------------------------------- | ------------------ | ------------------------------------------------------------------------------------------- |
| 1     | Alonzo J. and Flora Barkley House     | Alonzo J. and Flora Barkley House     | 1995 ID-Nr. 95000857 | 326 Boone Street 42° 3′ 32″ N, 93° 52′ 51″ W                                                 | Boone              | 1893 im Queen-Anne-Stil errichtetes Wohnhaus; heute Hotel                                   |
| 2     | Beaver Creek Bridge                   | Beaver Creek Bridge                   | 1998 ID-Nr. 98000762 | Brücke der 210th Street über den Beaver Creek 42° 2′ 34″ N, 94° 8′ 41″ W                     | Ogden              | 1916 errichtete Bogenbrücke                                                                 |
| 3     | Big Creek Bridge                      | Big Creek Bridge                      | 1998 ID-Nr. 98000766 | Brücke der 300th Street über den Big Creek 41° 53′ 33″ N, 93° 45′ 1″ W                       | Madrid             | 1916 errichtete Bogenbrücke; 2004 durch einen Neubau ersetzt                                |
| 4     | Big Creek Bridge 2                    | Big Creek Bridge 2                    | 1998 ID-Nr. 98000767 | Brücke der 320th Street über den Big Creek 41° 53′ 33″ N, 93° 45′ 2″ W                       | Madrid             | 1917 errichtete Bogenbrücke                                                                 |
| 5     | Boone Bridge                          |                                       | 1998 ID-Nr. 98000761 | Brücke des Lincoln Highway über den Des Moines River 42° 2′ 32″ N, 93° 56′ 0″ W              | Boone              | 1927 errichtete Fachwerkbrücke                                                              |
| 6     | Boone Bridge 2                        | Boone Bridge 2                        | 1998 ID-Nr. 98000765 | Brücke der 200th Street über den Des Moines River 42° 3′ 47″ N, 93° 58′ 13″ W                | Boone              | 1909 errichtetes Fachwerkbrücke; auch als Wagon Wheel Bridge bekannt                        |
| 7     | Boone County Courthouse               | Boone County Courthouse               | 1981 ID-Nr. 81000226 | North State Street Ecke West 2nd Street 42° 3′ 32″ N, 93° 54′ 21″ W                          | Boone              | 1917 im Stil der Neorenaissance errichtetes Justiz- und Verwaltungsgebäude des Boone County |
| 8     | Boone Viaduct                         | Boone Viaduct                         | 1978 ID-Nr. 78001207 | Eisenbahnbrücke der Union Pacific über den Des Moines River 42° 3′ 33″ N, 93° 58′ 12″ W      | westlich von Boone | 1899–1901 errichtetes stählernes Viadukt, auch als Kate Shelley High Bridge bekannt         |
| 9     | Carl and Ulrika Dalander Cassel House | Carl and Ulrika Dalander Cassel House | 1982 ID-Nr. 82002609 | 415 West 2nd Street 41° 52′ 32″ N, 93° 49′ 31″ W                                             | Madrid             | 1862 errichtetes Wohnhaus                                                                   |
| 10    | Champlin Memorial Masonic Temple      | Champlin Memorial Masonic Temple      | 1990 ID-Nr. 90001853 | 602 Story Street 42° 3′ 44″ N, 93° 52′ 45″ W                                                 | Boone              | 1907 errichteter Freimaurertempel                                                           |
| 11    | Ericson Public Library                | Ericson Public Library                | 1983 ID-Nr. 83000344 | 702 Greene Street 42° 3′ 47″ N, 93° 53′ 6″ W                                                 | Boone              | 1900–1901 im Stil der Neorenaissance errichtete öffentliche Bibliothek                      |
| 12    | First National Bank                   | First National Bank                   | 1989 ID-Nr. 88003232 | 8th Street Ecke Story Street 42° 3′ 49″ N, 93° 52′ 47″ W                                     | Boone              | 1915–1916 errichtetes Bürogebäude                                                           |
| 13    | John H. Herman House                  | John H. Herman House                  | 1989 ID-Nr. 88003233 | 711 South Story Street 42° 2′ 58″ N, 93° 52′ 48″ W                                           | Boone              | 1919 errichtetes Wohnhaus                                                                   |
| 14    | Perrigo-Holmes House                  | Perrigo-Holmes House                  | 1994 ID-Nr. 94001102 | 721 Carroll Street 42° 3′ 45″ N, 93° 53′ 3″ W                                                | Boone              | 1871 im Italianate-Stil errichtetes Wohnhaus                                                |
| 15    | J.H. Riekenberg House                 | J.H. Riekenberg House                 | 1988 ID-Nr. 87002017 | 310 North Tama Street 42° 3′ 33″ N, 93° 52′ 43″ W                                            | Boone              | 1898 im Queen-Anne-Stil errichtetes Wohnhaus                                                |
| 16    | Squaw Creek Bridge                    |                                       | 1998 ID-Nr. 98000763 | Brücke der 120th Street und der V Avenue über den Squaw Creek 42° 9′ 7,2″ N, 93° 44′ 33,7″ W | Harrison Township  | 2002 abgerissen; noch nicht aus dem Register gestrichen                                     |
| 17    | Squaw Creek Bridge 2                  |                                       | 1998 ID-Nr. 98000764 | Brücke der 110th Street und der V Avenue über den Squaw Creek 42° 11′ 44″ N, 93° 46′ 31″ W   | Harrison Township  | 1916 errichtete Bogenbrücke                                                                 |
| 18    | Stoll Building Works                  | Stoll Building Works                  | 1997 ID-Nr. 97000390 | 824 Allen Street 42° 4′ 1″ N, 93° 52′ 51″ W                                                  | Boone              | 1914 errichtetes Fabrikgebäude; heute Geschäftshaus                                         |

## Frühere Einträge
| [ 2 ] | Name           | Bild | Eintragsdatum        | Lage                                              | Ort   | Beschreibung |
| ----- | -------------- | ---- | -------------------- | ------------------------------------------------- | ----- | ------------ |
| 1     | Finnegan Flats |      | 1977 ID-Nr. 77000499 | 710-718 7th Street 41° 58′ 55″ N, 93° 49′ 58,3″ W | Boone |              |